# 球穗薹草
球穗薹草（学名：Carex amgunensis），为莎草科薹草属下的一个植物种。分布在俄罗斯、蒙古、乌克兰以及中国大陆的黑龙江、河北等地，生长于海拔2,000米的地区，一般生于山坡阴处或潮湿沼泽地。